# Nati nel 1960/Agosto
| Questa pagina contiene informazioni ricavate automaticamente dalle voci biografiche con l'ausilio del template Bio e di un bot. L'aggiornamento è periodico e automatico e ricostruisce completamente la pagina. Se manca una persona in questa lista, sei pregato di non aggiungerla, ma accertati piuttosto che la sua voce biografica contenga il template Bio e che i dati anagrafici siano correttamente compilati. Se il template Bio manca, inseriscilo tu stesso o, in alternativa, metti l'avviso {{tmp\|Bio}} che ne segnala la mancanza. Se i dati riportati sono sbagliati, correggi direttamente la voce biografica; le modifiche saranno visibili in questa lista entro pochi giorni. Per chiarimenti vedi il progetto biografie. La lista contiene solo le 286 persone che sono citate nell'enciclopedia e per le quali è stato implementato correttamente il template Bio. Pagina aggiornata al 26 lug 2025. |

- 1º agosto - Federico Chiacchiari, giornalista, critico cinematografico e blogger italiano
- 1º agosto - Fabrizio De Rossi Re, compositore italiano
- 1º agosto - Professor Griff, rapper, educatore e attivista statunitense
- 1º agosto - Slobodan Klipa, allenatore di pallacanestro serbo
- 1º agosto - Robby Langers, ex calciatore lussemburghese
- 1º agosto - Ann-Kathrin Linsenhoff, cavallerizza tedesca
- 1º agosto - Micheál Martin, politico irlandese
- 1º agosto - Kōstas Miamīliōtīs, ex calciatore cipriota
- 1º agosto - Costică Olaru, ex canoista rumeno
- 1º agosto - Chuck D, rapper, attivista e produttore discografico statunitense
- 1º agosto - Cumrun Vafa, fisico iraniano
- 1º agosto - Bill Varner, ex cestista statunitense
- 1º agosto - Maria Vidal, cantante statunitense
- 2 agosto - Wendy Finerman, produttrice cinematografica statunitense
- 2 agosto - Linda Fratianne, ex pattinatrice artistica su ghiaccio statunitense
- 2 agosto - Olivier Gruner, attore e artista marziale francese
- 2 agosto - Seth Lloyd, fisico e informatico statunitense
- 2 agosto - Neal Morse, cantante, tastierista e polistrumentista statunitense
- 2 agosto - Antonello Orlando, giornalista italiano
- 2 agosto - Fabio Rampelli, politico e ex nuotatore italiano
- 2 agosto - Isabel Salgado, pallavolista e giocatrice di beach volley brasiliana († 2022)
- 2 agosto - Jérôme Sans, direttore artistico francese
- 2 agosto - Tiziana Schiavarelli, attrice italiana
- 2 agosto - Joar Vaadal, ex calciatore norvegese
- 2 agosto - David Yow, cantante, bassista e attore statunitense
- 3 agosto - Antonello Antinoro, politico e medico italiano
- 3 agosto - Esteban Camisassa, ex cestista argentino
- 3 agosto - Mariana Constantin, ex ginnasta rumena
- 3 agosto - Cinzia Flamigni, ex pallavolista italiana
- 3 agosto - Øivind Husby, ex calciatore norvegese
- 3 agosto - Tim Mayotte, ex tennista statunitense
- 3 agosto - Alan Mouchawar, ex pallanuotista statunitense
- 3 agosto - Kim Milton Nielsen, ex arbitro di calcio danese
- 3 agosto - Ivano Zanatta, allenatore di hockey su ghiaccio e ex hockeista su ghiaccio canadese
- 4 agosto - Michele Anzaldi, politico e giornalista italiano
- 4 agosto - Romeo Castellucci, regista teatrale e scenografo italiano
- 4 agosto - Olli Huttunen, ex calciatore e allenatore di calcio finlandese
- 4 agosto - Stefan Kaufmann, batterista tedesco
- 4 agosto - Dean Malenko, dirigente sportivo e ex wrestler statunitense
- 4 agosto - Steve Preston, politico statunitense
- 4 agosto - Bernard Rose, regista, attore e sceneggiatore britannico
- 4 agosto - Deborah Voigt, soprano statunitense
- 4 agosto - Joby Warrick, scrittore e giornalista statunitense
- 4 agosto - Tim Winton, scrittore australiano
- 4 agosto - José Luis Rodríguez Zapatero, politico spagnolo
- 5 agosto - Argia Valeria Albanese, politica italiana
- 5 agosto - David Baldacci, scrittore e avvocato statunitense
- 5 agosto - Luigi Brasiello, politico italiano
- 5 agosto - Steve Cherry, ex calciatore inglese
- 5 agosto - Hamilton Cuvi, ex calciatore ecuadoriano
- 5 agosto - Vivian Kubrick, regista, compositrice e musicista statunitense
- 5 agosto - Tunku Azizah Aminah Maimunah, sovrana malese
- 5 agosto - Heidi Sorenson, modella e attrice canadese
- 5 agosto - Bob Verbeeck, ex mezzofondista belga
- 6 agosto - Elayne Angel, piercer e imprenditrice statunitense
- 6 agosto - David Burke, ex calciatore inglese
- 6 agosto - Dale Ellis, ex cestista statunitense
- 6 agosto - Sylvain Gouguenheim, storico, scrittore e docente francese
- 6 agosto - David Hodgson, allenatore di calcio e ex calciatore inglese
- 6 agosto - Maria-Pia Kothbauer, diplomatica liechtensteinese
- 6 agosto - José Laverdecia, ex schermidore cubano
- 6 agosto - Philippe Omnès, ex schermidore francese
- 6 agosto - Leland Orser, attore statunitense
- 6 agosto - Anne Roussel, attrice francese
- 6 agosto - Erik Solér, ex calciatore, procuratore sportivo e dirigente sportivo norvegese
- 7 agosto - Antros Christodoulou, ex calciatore cipriota
- 7 agosto - Bojana Dornig, ex sciatrice alpina slovena
- 7 agosto - David Duchovny, attore, regista e scrittore statunitense
- 7 agosto - Deborah Ellis, scrittrice canadese
- 7 agosto - Mario Gálvez, ex cestista panamense
- 7 agosto - Joe McBride, allenatore di calcio e ex calciatore scozzese
- 7 agosto - Bruno Muccioli, ex calciatore sammarinese
- 7 agosto - Sławomir Oder, vescovo cattolico polacco
- 7 agosto - Rosana Pastor, attrice e politica spagnola
- 7 agosto - Giovanni Pistorio, politico italiano
- 7 agosto - Steven Rooks, ex ciclista su strada e pistard olandese
- 8 agosto - Paola Boldrini, politica italiana
- 8 agosto - Paco Clos, allenatore di calcio e ex calciatore spagnolo
- 8 agosto - Gabriele Comeglio, sassofonista, arrangiatore e direttore d'orchestra italiano
- 8 agosto - Ralf König, fumettista e scrittore tedesco
- 8 agosto - Ulrich Maly, politico tedesco
- 8 agosto - Paolo Pezzi, arcivescovo cattolico italiano
- 8 agosto - Ri Ryong-Nam, politico nordcoreano
- 9 agosto - Jean-Pierre Aguilar, imprenditore francese († 2009)
- 9 agosto - Gian Nicola Berti, politico e ex tiratore a volo sammarinese
- 9 agosto - Uwe Corsepius, economista e funzionario tedesco
- 9 agosto - Barbara De Rossi, attrice e conduttrice televisiva italiana
- 9 agosto - Darren Dixon, pilota motociclistico britannico
- 9 agosto - Éric Escoffier, alpinista francese († 1998)
- 9 agosto - Roger Marshall, politico statunitense
- 9 agosto - Ellen Posthumus, ex cestista olandese
- 9 agosto - Tomás Reñones, ex calciatore spagnolo
- 9 agosto - Hugo Alberto Torres Marín, arcivescovo cattolico colombiano
- 9 agosto - Yasushi Yoshida, allenatore di calcio e ex calciatore giapponese
- 10 agosto - Dario Badinelli, ex triplista italiano
- 10 agosto - Carlos Clark, ex cestista statunitense
- 10 agosto - Marcel Dib, dirigente sportivo e ex calciatore francese
- 10 agosto - Antonio Banderas, attore, regista e produttore cinematografico spagnolo
- 10 agosto - Damian Elwes, pittore britannico
- 10 agosto - Sunao Katabuchi, regista e sceneggiatore giapponese
- 10 agosto - Andy Levin, politico statunitense
- 10 agosto - Annely Ojastu, ex atleta paralimpica estone
- 10 agosto - David Reece, cantante statunitense
- 10 agosto - Mark Stewart, cantante britannico († 2023)
- 10 agosto - Fabrizio Vannucci, ex ciclista su strada italiano
- 11 agosto - Cynthia Dale, attrice canadese
- 11 agosto - Tomislav Ivković, allenatore di calcio e ex calciatore jugoslavo
- 11 agosto - Futago Kamikita, fumettista e character designer giapponese
- 11 agosto - Serhij Krakovs'kyj, allenatore di calcio e ex calciatore sovietico
- 11 agosto - Tarja Lunnas, cantante finlandese
- 11 agosto - Silvano Meli, ex sciatore alpino e sciatore di velocità svizzero
- 11 agosto - Leonardo Occhipinti, ex calciatore italiano
- 11 agosto - Ikuzo Saito, ex lottatore giapponese
- 11 agosto - Brickhouse Brown, wrestler statunitense († 2018)
- 12 agosto - Laurent Fignon, ciclista su strada e pistard francese († 2010)
- 12 agosto - Tor Arne Granerud, ex calciatore norvegese
- 12 agosto - Gilberto Kassab, economista, politico e ingegnere brasiliano
- 12 agosto - Giorgi Mshvenieradze, ex pallanuotista sovietico
- 12 agosto - Andrea G. Pinketts, scrittore, giornalista e personaggio televisivo italiano († 2018)
- 13 agosto - Flavio Colusso, compositore, librettista e direttore d'orchestra italiano
- 13 agosto - Diego Febbraro, regista italiano
- 13 agosto - Joe Simpson, alpinista e scrittore britannico
- 13 agosto - Ivar Stukolkin, ex nuotatore sovietico
- 13 agosto - Phil Taylor, ex giocatore di freccette inglese
- 14 agosto - Sarah Brightman, soprano e attrice britannica
- 14 agosto - Cecilia Gasdia, soprano italiano
- 14 agosto - Stet Howland, batterista statunitense
- 14 agosto - Carl Allan Kemme, vescovo cattolico statunitense
- 14 agosto - Shujaat Husain Khan, musicista indiano
- 14 agosto - Eddie Krnčević, allenatore di calcio e ex calciatore australiano
- 14 agosto - Edward Charles Malesic, vescovo cattolico statunitense
- 14 agosto - Igor' Nikulin, martellista russo († 2021)
- 14 agosto - Fred Roberts, ex cestista statunitense
- 15 agosto - Maria Grazia Capulli, giornalista e conduttrice televisiva italiana († 2015)
- 15 agosto - Fabio Cifariello Ciardi, compositore italiano
- 15 agosto - Jean Condom, ex rugbista a 15 francese
- 15 agosto - Francesco Forgione, politico italiano
- 15 agosto - Honour Janza, allenatore di calcio zambiano
- 15 agosto - Masaaki Kanno, allenatore di calcio e ex calciatore giapponese
- 15 agosto - Peanut Louie, ex tennista statunitense
- 15 agosto - Laurent Stefanini, diplomatico francese
- 16 agosto - Giorgio Airaudo, politico e sindacalista italiano
- 16 agosto - Rosen Barčovski, ex cestista, allenatore di pallacanestro e dirigente sportivo bulgaro
- 16 agosto - Stuart Beedie, ex calciatore scozzese
- 16 agosto - Éric Caritoux, ex ciclista su strada francese
- 16 agosto - David Dhawan, regista indiano
- 16 agosto - Flood, produttore discografico inglese
- 16 agosto - Carl Henry, ex cestista statunitense
- 16 agosto - Egon Hirt, allenatore di sci alpino e ex sciatore alpino tedesco
- 16 agosto - Timothy Hutton, attore statunitense
- 16 agosto - Frediano Manzi, attivista italiano
- 16 agosto - Pam Marshall, ex velocista statunitense
- 16 agosto - Gabriel Milovich, ex cestista argentino
- 16 agosto - Leonid Fëdorovič Toptunov, ingegnere sovietico († 1986)
- 16 agosto - Franz Welser-Möst, direttore d'orchestra austriaco
- 16 agosto - Rosa Zafferani, politica e funzionaria sammarinese
- 17 agosto - Lisa Coleman, tastierista e compositrice statunitense
- 17 agosto - Stephan Eicher, cantautore svizzero
- 17 agosto - Chris Fuhrman, scrittore statunitense († 1991)
- 17 agosto - Miquel Iceta, politico spagnolo
- 17 agosto - Branko Miljuš, ex calciatore jugoslavo
- 17 agosto - Sean Penn, attore, regista e produttore cinematografico statunitense
- 17 agosto - Riccardo Ricciuti, politico italiano
- 18 agosto - Ľubica Laššáková, politica slovacca
- 18 agosto - Fat Lever, ex cestista e dirigente sportivo statunitense
- 19 agosto - Morten Andersen, ex giocatore di football americano danese
- 19 agosto - Eddy Casteels, allenatore di pallacanestro e ex cestista belga
- 19 agosto - Bobby Hebert, giocatore di football americano statunitense
- 19 agosto - John Hemingway, scrittore statunitense
- 19 agosto - Stephen Hicks, filosofo canadese
- 19 agosto - Linda Lorenzi, showgirl, illusionista e ex modella italiana
- 19 agosto - Richard McCabe, attore britannico
- 19 agosto - Asa Nonami, scrittrice giapponese
- 19 agosto - Zoltán Rátóti, attore e artista ungherese
- 19 agosto - Paul Satterfield, attore statunitense
- 20 agosto - Kajgal-ool Chovalyg, cantante russo
- 20 agosto - Mario Coll, ex calciatore colombiano
- 20 agosto - Tomáš Fleissner, ex pentatleta cecoslovacco
- 20 agosto - Marco Impiglia, storico, scrittore e giornalista italiano
- 20 agosto - Giuseppe Pelle, mafioso italiano
- 20 agosto - Fred Reynolds, ex cestista statunitense
- 21 agosto - Bob Chapek, imprenditore statunitense
- 21 agosto - Ángel Fernández Artime, cardinale e arcivescovo cattolico spagnolo
- 21 agosto - Tom Kennedy, bassista statunitense
- 21 agosto - Tom Schou Henrichsen, ex calciatore norvegese
- 21 agosto - Miguel Vale de Almeida, antropologo e docente portoghese
- 22 agosto - Michele Abbondanza, danzatore e coreografo italiano
- 22 agosto - Laura Bortolaso, ex ginnasta italiana
- 22 agosto - Ida Colucci, giornalista italiana († 2019)
- 22 agosto - Fabrizio Corsi, imprenditore e dirigente sportivo italiano
- 22 agosto - Sergio Cossu, pianista, compositore e polistrumentista italiano
- 22 agosto - Sergio Ferraris, giornalista italiano
- 22 agosto - Gioacchino Genchi, poliziotto e informatico italiano
- 22 agosto - Marco Guerzoni, cantante italiano
- 22 agosto - Sergej Menjajlo, ammiraglio e politico russo
- 22 agosto - Danilo Nucini, ex arbitro di calcio italiano
- 22 agosto - Zoran Petrović, ex pallanuotista jugoslavo
- 22 agosto - Giacomo Prestia, basso italiano
- 22 agosto - Collin Raye, cantante statunitense
- 22 agosto - Larisa Spasova, ex cestista bulgara
- 22 agosto - Regina Taylor, attrice, regista teatrale e drammaturga statunitense
- 22 agosto - Amra-Faye Wright, attrice teatrale, ballerina e cantante sudafricana
- 23 agosto - Arnaldo Bologni, cavaliere italiano
- 23 agosto - Peter Borg, ex cestista svedese
- 23 agosto - David Chiu, giocatore di poker cinese
- 23 agosto - Charles Edward Drennan, vescovo cattolico neozelandese
- 23 agosto - Ștefan Iovan, ex calciatore rumeno
- 23 agosto - Cesare Lodeserto, presbitero italiano
- 23 agosto - Guy Morgan, ex cestista statunitense
- 23 agosto - Julian Nott, compositore e direttore d'orchestra inglese
- 23 agosto - Chris Potter, attore canadese
- 23 agosto - Hubert Seiz, ex ciclista su strada svizzero
- 23 agosto - Mary Zimmerman, regista teatrale, drammaturga e librettista statunitense
- 24 agosto - Manuel Abad, ex calciatore spagnolo
- 24 agosto - Kim Christofte, ex calciatore danese
- 24 agosto - Ivano Comba, calciatore italiano († 2022)
- 24 agosto - Roberto Draghetti, doppiatore e direttore del doppiaggio italiano († 2020)
- 24 agosto - Frédéric Hufnagel, ex cestista e allenatore di pallacanestro francese
- 24 agosto - Steven Lindsey, ex astronauta statunitense
- 24 agosto - Takashi Miike, regista, sceneggiatore e attore giapponese
- 24 agosto - Jimmy Montanero, ex calciatore ecuadoriano
- 24 agosto - Eli Pasquale, cestista canadese († 2019)
- 24 agosto - Cal Ripken, Jr., ex giocatore di baseball statunitense
- 24 agosto - Dan Ruland, ex cestista statunitense
- 24 agosto - Franz Viehböck, astronauta austriaco
- 25 agosto - Lee Archambault, ex astronauta statunitense
- 25 agosto - Maurizio Baradello, politico italiano († 2017)
- 25 agosto - Steve Binns, ex mezzofondista britannico
- 25 agosto - Susan Brooks, politica e magistrato statunitense
- 25 agosto - Ashley Crow, attrice statunitense
- 25 agosto - José Raúl Delgado, giocatore di baseball cubano
- 25 agosto - Mili Hadžiabdić, ex calciatore bosniaco
- 25 agosto - Jonas Gahr Støre, politico e ex militare norvegese
- 25 agosto - Velasco Vitali, artista, pittore e scultore italiano
- 25 agosto - Georg Zellhofer, dirigente sportivo, allenatore di calcio e ex calciatore austriaco
- 26 agosto - Massimo Galli, allenatore di pallacanestro italiano
- 26 agosto - Tim Johnson, regista statunitense
- 26 agosto - Branford Marsalis, sassofonista statunitense
- 26 agosto - Diego Piacentini, manager italiano
- 26 agosto - Ola Ray, modella e attrice statunitense
- 26 agosto - Riccardo Ruggiero, dirigente d'azienda italiano
- 26 agosto - Mauro Valeri, sociologo, psicoterapeuta e scrittore italiano († 2019)
- 27 agosto - Mark Caughey, ex calciatore nordirlandese
- 27 agosto - Paolo De Biasio, ex hockeista su ghiaccio italiano
- 27 agosto - Giuseppe Mendicino, scrittore italiano
- 28 agosto - Leroy Chiao, ex astronauta statunitense
- 28 agosto - Gennadij Denisov, ex calciatore uzbeko
- 28 agosto - Edhi Handoko, scacchista indonesiano († 2009)
- 28 agosto - Jean-Claude Lemoult, ex calciatore francese
- 28 agosto - Romerito, ex calciatore paraguaiano
- 28 agosto - Emma Samms, attrice e sceneggiatrice britannica
- 28 agosto - Fred Schaub, calciatore tedesco († 2003)
- 28 agosto - Steve Sylvester, cantante italiano
- 28 agosto - Roger Tallroth, lottatore svedese
- 28 agosto - Flavio Zappi, ex ciclista su strada italiano
- 28 agosto - Svetozar Šapurić, allenatore di calcio, dirigente sportivo e calciatore serbo († 2024)
- 29 agosto - Dominic Bradley, politico britannico
- 29 agosto - Mario Cucinella, architetto e designer italiano
- 29 agosto - Ralf Ehrenbrink, cavaliere tedesco
- 29 agosto - Tony MacAlpine, musicista statunitense
- 29 agosto - Thomas Marshburn, ex astronauta e medico statunitense
- 29 agosto - Mandy Meyer, chitarrista svizzero
- 29 agosto - Çingiz Mustafayev, giornalista azero († 1992)
- 29 agosto - Nino Russo, fumettista italiano
- 29 agosto - Vladimiro Satta, storico italiano
- 29 agosto - William Susman, pianista e compositore statunitense
- 29 agosto - Tim Tookey, ex hockeista su ghiaccio canadese
- 29 agosto - Milan Zgrablić, arcivescovo cattolico croato
- 30 agosto - Ramón Carosini, ex giocatore di calcio a 5 paraguaiano
- 30 agosto - Daniel Elias Garcia, vescovo cattolico statunitense
- 30 agosto - Gary Gordon, militare statunitense († 1993)
- 30 agosto - Philippe Jean-Charles Jourdan, vescovo cattolico francese
- 30 agosto - Guy A. Lepage, attore e comico canadese
- 30 agosto - Antonino Maggiore, generale italiano
- 30 agosto - Bako Sahakyan, politico karabakho
- 30 agosto - Rik Samaey, ex cestista belga
- 30 agosto - Sha Guoli, ex cestista cinese
- 30 agosto - Chalino Sánchez, cantautore messicano († 1992)
- 30 agosto - Thom Tillis, politico statunitense
- 31 agosto - Vali Ionescu, ex lunghista rumena
- 31 agosto - Martin McGaughey, ex calciatore britannico
- 31 agosto - Hassan Nasrallah, religioso e politico libanese († 2024)
- 31 agosto - Gertrude Ndombe, cestista della Repubblica Democratica del Congo († 2024)
- 31 agosto - Blake Nelson, scrittore statunitense
- 31 agosto - Uwe Wessel, bassista tedesco
- 31 agosto - Chris Whitley, cantautore e chitarrista statunitense († 2005)